# اولاسلوی دوم

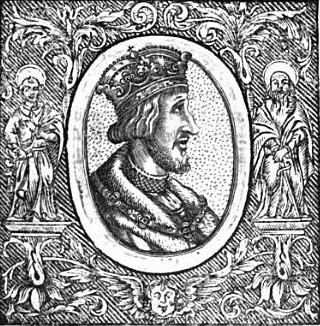
اولاسلوی دوم

اولاسلوی دوم (به مجاری: II. Ulászló) یا ووادیسواف دوم(به لهستانی: Władysław II)(زادهٔ ۱ مارس ۱۴۵۶- مرگ ۱۳ مارس ۱۵۱۶) پادشاه بوهم (از ۱۴۷۱ میلادی) و مجارستان (از ۱۴۹۰) بود.

## زندگی
اولاسلو پسر کاژیمیژ یاگیلونچیک دوک لیتوانی بود و مادرش الیزابت دختر آلبرشت دوم و از دودمان هابسبورگ بود.
با مرگ ماتیاش یکم پادشاه مجارستان، اشراف این کشور پادشاهی پسر وی را -کوروین یانوش- را به رسمیت نشناختند و بر او شوریدند. با کناره‌گیری یانوش، اولاسلوی دوم در ۱۴۹۰ میلادی به پادشاهی مجارستان رسید. در زمان پادشاهی او بر مجارستان، وضعیت کشور مطابق میل اشراف آن پیش می‌رفت و مرزهای آن نیز از سوی عثمانی مورد تهدید قرار داشت. اولاسلوی دوم سه بار دست به ازدواج زد.